# Árpádi-árok
Az Árpádi-árok Kozármisleny lakott részétől keletre, a közigazgatási területének északi zónájában, az 57-es főút közelében, a Baranyai-dombságban ered. A patak délnek indul el, majd délnyugati irányt vesz, és a helyi sportközpont és művelődési ház mellett is elhaladva átfolyik a kisvároson. Ezen a szakaszon – mielőtt Pécs közigazgatási határára érkezvén éles észak-északnyugati fordulót vesz – három mesterséges tavat is felduzzasztottak rajta. Hamarosan újra lakóházak közé, a névadó településre, Pécs Nagyárpád városrészére ér. Ezután elhalad a Tüskésréti-tó mellett, majd az 58-as főút tövében balról a Pécsi-vízbe torkollik.
Az Árpádi-árok vízgyűjtő területe a Dél-dunántúli Vízügyi Igazgatóság (DDVIZIG) működési területéhez tartozik.

## Part menti települések
- Kozármisleny
- Pécs